# Luật cấm tử

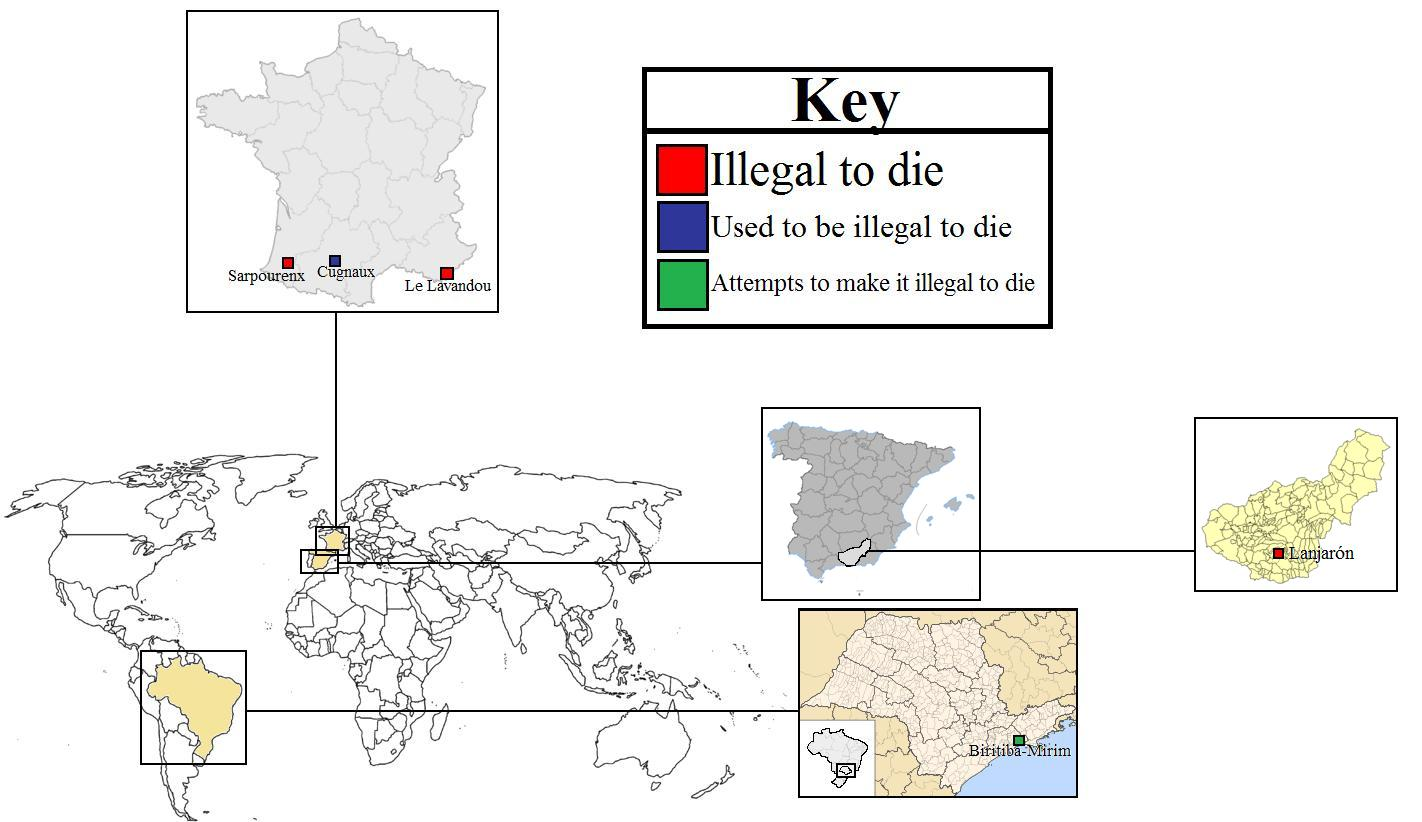
Bản đồ cho thấy những nơi xem cái chết là bất hợp pháp, nơi nó từng là bất hợp pháp, và nơi đang nỗ lực khiến nó bất hợp pháp.

Luật cấm tử là một hiện tượng xã hội và là điều cấm kỵ mang tính chính trị, trong đó người ta thông qua một luật nói rằng chết là bất hợp pháp, được thấy ở một số khu vực chính trị hoặc một tòa nhà nhất định.
Trường hợp cấm tử sớm nhất xuất hiện vào thế kỷ thứ 5 trước Công nguyên, tại đảo Delos thuộc Hy Lạp; tại đó người ta cấm chết trên các vùng đất tôn giáo.
Ngày nay, đa số trường hợp, hiện tượng này xảy ra như một hình thức phản đối châm biếm việc các chính phủ không cho phép mở rộng nghĩa trang của địa phương trong khi không còn đất để chôn. Tại Tây Ban Nha có một thị trấn đã cấm tử, tại Pháp, một vài khu dân cư cũng thông qua luật cấm tử, còn tại một thị trấn có tên Biritiba Mirim ở Brasil, người ta đang nỗ lực thông qua điều luật này.
Ngoài ra, hiện có truyền thống cấm ghi lại những cái chết xảy ra tại cung điện hoàng gia tại Vương quốc Liên hiệp Anh và Bắc Ireland, vì những lý do khác nhau.

## Vào thời cổ đại
Đảo Delos đã cấm cái chết, lẫn sinh nở, để "thanh tẩy" hòn đảo, để hòn đảo có thể trở thành vật tế cho thần linh. Nguyên nhân chủ yếu của việc này là do vào thời gian đó, những người Hy Lạp cổ đại xem hòn đảo này là thiêng liêng và thần thánh. Người ra lệnh cấm là bạo chúa Pisistratus, của thành bang Athens, người thoạt đầu ra lệnh bốc tất cả các ngôi mộ trong tầm nhìn của ngôi đền trên đảo ra khỏi khu vực đó, rồi nghe theo Lời sấm Den-phi, ra lệnh cho toàn bộ hòn đảo đều không được có người chết.

## Tại Tây Ban Nha
Người ta cấm cái chết ở thị trấn Andalucian của Lanjarón. Ngôi làng có 4000 dân này sẽ vẫn duy trì luật lệ này cho đến khi chính phủ chịu mua đất làm nghĩa trang mới. Người đứng đầu ngôi làng giải thích rằng việc ông ban hành sắc lệnh có phần kỳ lạ này là để hồi đáp lại các nhà chính trị đã thúc ép ông phải giải quyết nhanh các vấn đề đã tồn tại từ lâu, cụ thể là mô tả các điều luật của ông là "ngớ ngẩn... để đối phó với những tình huống ngớ ngẩn".

## Tại Pháp
Luật cấm tử hiện có trong ba khu vực dân cư ở miền nam nước Pháp: Cugnaux, Le Lavandou, và Sarpourenx, trong các khu vực này, thị trưởng đã tán thành thông qua luật này sau khi ông thị trưởng Cugnaux thành công trong việc yêu cầu có thêm không gian chôn cất trong làng. Từ khi điều luật này được thông qua tại Sarpourenx, ngôi làng với 240 cư dân này chỉ có một trường hợp chết trong cả năm 2007. Tuy nhiên, không giống như khu vực đi trước, đến nay việc mở rộng khu nghĩa trang vẫn chưa được thông qua.
Tuy nhiên sự việc ở Cugnaux có phần hơi khác. Tại đó hàng năm có khoảng 60 người qua đời và nghĩa trang đã thực sự đầy, khiến cho khu vực miễn phí duy nhất đủ điều kiện để mở rộng nghĩa trang vào thời điểm đó là phần đất bao quanh một kho chứa đạn của quân đội, do vậy dễ xảy ra cháy nổ, khiến cho chính quyền không chấp nhận mở rộng nghĩa trang sang đó, cho đến khi chính quyền đành phải nhượng bộ.

## Tại Brasil
Khoảng 20 thị trấn ở Brasil phải đối mặt với tình trạng hết đất nghĩa trang để chôn cất, trong số đó có một thị trấn đang nỗ lực cấm tử: Biritiba-Mirim; người đứng đầu thị trấn đã đề xuất một dự thảo luật, mà cụ thể ở đây là dự thảo luật công khai, để quy định rằng những người sống trong thị trấn không được chết. Mặc dù không đưa ra hình thức chế tài nào, người đứng đầu thị trấn dự định phạt tiền họ hàng của người chết hoặc thậm chí bỏ tù nếu cần, để tạo thêm không gian chôn cất.
Lý do chính của nỗ lực thông qua điều luật với những khoản phạt nặng nề đó là 28.000 cư dân của thị trấn rõ ràng không chăm sóc sức khỏe của họ một cách hợp lý, khiến họ dễ tử vong, có nghĩa là sẽ phải tốn thêm chỗ để đào mộ trong khu vực nghĩa trang đã quá chật chội. Từ khi khánh thành nghĩa trang vào năm 1910, trên 50.000 người đã được chôn trong 3.500 hầm và ngôi mộ. Vào tháng 11 năm 2005, nghĩa trang được tuyên bố là đã đầy và 20 cư dân vừa mới qua đời bị buộc phải chia sẻ chung một hầm mộ, còn vài người khác được chôn dọc đường đi.
Ông thị trưởng, để ủng hộ cho dự luật không bình thường này, đã nói rằng 89% thị trấn là sông ngòi, trong đó đa số là nước ngầm và là nguồn nước sống còn cho gần hai triệu người sống ở São Paulo, và rằng tỷ lệ còn lại cần được bảo vệ vì nó bao gồm cả rừng nhiệt đới. Do đó, một khu vực đất công cộng rộng gấp năm lần nghĩa trang hiện nay cần được giải tỏa để cung cấp đất nghĩa trang mới, những chuyên gia môi trường cho rằng việc này sẽ giúp không ảnh hưởng đến môi trường hoặc vùng rừng nhiệt đới bao quanh. Ủy ban môi trường đã quyết định phân tích giải pháp này một cách kỹ lưỡng, còn chính quyền tiểu bang đã đồng ý trợ giúp xây dựng một nghĩa trang hình dọc mới; nhưng, đến nay, chưa có gì được thực hiện, điều luật vẫn chưa được thông qua, và dự án này vẫn đang bị treo lơ lửng.

## Tại Vương quốc Liên hiệp Anh và Bắc Ireland
Người ta thường cho rằng sẽ là bất hợp pháp nếu chết trong Cung điện Westminster, nơi Nghị viện Anh hội họp, và những cung điện hoàng gia khác. Không hề có một điều luật nào quy định một người không được chết trong Cung điện; tuy nhiên, nếu điều đó xảy đến cho người nào thì người đó có thể sẽ được hoàng gia trả chi phí cho lễ tang. Thủ tướng Spencer Perceval đã chết tại sảnh của Hạ nghị viện sau khi bị ám sát vào ngày 11 tháng 5 năm 1812. Những cái chết khác tại đó được cho là xảy ra tại Bệnh viện Thánh Thomas, bệnh viện gần với cung điện nhất.

## Phản ứng của truyền thông và người dân
Mặc dù việc thông qua điều luật như vậy thường được đa số người trên thế giới xem là câu chuyện hài hước, một số dân làng có khả năng vi phạm điều luật này thể hiện sự lo lắng dễ thấy. "Tôi không có việc làm, tôi cũng không khỏe mạnh. Và giờ thì họ bảo tôi không được chết. Thật là nực cười" một người đàn ông sống ở Biritiba-Mirim đã nói như vậy, còn một cụ già 70 tuổi ở Sarpourenx cho rằng "Nó có thể là chuyện hài hước đối với vài người, nhưng không phải với tôi".
Tuy vậy, không phải trong trường hợp nào dân làng cũng than phiền hoặc có ý kiến phản đối một điều luật như vậy. Ví dụ như trong trường hợp Lanjarón, điều luật này đã trở nên phổ biến đối người dân, và thậm chí đối với những đối thủ chính trị của ông thị trưởng đã ban bố điều luật, và nó được đa số người dân xem là chuyện hài hước.
Người phụ tá cho thị trưởng của Biritiba-Mirim đã tóm tắt tình huống có thể đưa việc chết thành bất hợp pháp theo cách sau:

Dĩ nhiên dự luật là nực cười, vi hiến, và sẽ không bao giờ được thông qua. Nhưng bạn có thể nghĩ đến một chiến dịch tiếp thị nào tốt hơn để thúc đẩy chính quyền điều chỉnh chính sách môi trường đang ngăn cản chúng tôi xây dựng nghĩa trang mới không?